# Gasseltshausen
Gasseltshausen ist ein Ortsteil der Gemeinde Aiglsbach im niederbayerischen Landkreis Kelheim.

## Lage
Der Weiler Gasseltshausen liegt in der Hallertau etwa drei Kilometer südöstlich von Aiglsbach neben der Bundesautobahn 93. Die als Römerturm bekannte Turmkirche ist weithin sichtbar.

## Geschichte
Im Jahr 1752 bestand Gasseltshausen aus zehn Anwesen. Der Ort gehörte dann seit dem 19. Jahrhundert zur Gemeinde Oberpindhart und wurde mit dieser im Zuge der Gebietsreform in Bayern am 1. Januar 1972 in die Gemeinde Aiglsbach eingegliedert. 

## Sehenswürdigkeiten
- Filialkirche Unserer Lieben Frau. Die fälschlicherweise als Römerturm bekannte Kirche geht vielleicht auf einen römischen Wachtturm aus der Zeit um Christi Geburt zurück. Der Wohnturm, aus dem die Kirche entstand, wurde wohl im 12. Jahrhundert erbaut und erhielt seinen Giebelaufbau im Jahr 1657. Im 18. Jahrhundert wurde die Kirche erneuert und ausgebaut. Auf der spätgotischen Altarretabel in der Unterkapelle sind der Bethlehemetische Kindermord und der Erzengel St. Michael aus der 1. Hälfte des 16. Jahrhunderts dargestellt. In der Oberkapelle befindet sich ein kleiner Barockaltar mit einer Muttergottes von um 1480, daneben eine lebensgroße Statue des heiligen Sebastian aus dem 17. Jahrhundert und eine Figur des heiligen Christophorus von circa 1500. Von 2012 bis 2013 wurde die Kirche umfassend renoviert.